# 南極の消防
南極の消防（なんきょくのしょうぼう）は、南極大陸における消防のために用意された様々な組織や設備によって行われる。南極大陸における消防は大陸の過酷で隔離された環境やシェルター焼失を防ぐことの重要性などが重なり、複雑なものとなっている。

## 環境・考慮すべき点
南極大陸において山林火災が発生することはないが、火災は人間の活動を脅かす深刻な存在になる場合がある。
南極大陸は地球上で最も風が強い場所であり、どのような炎であっても速やかに燃え広がるのに十分なほどの暴風が吹き荒れることも決してまれではない。さらに、気温が低いことが災いし、消火に必要となる大量の液体の水を確保することが難しい場合も頻繁にある。
その過酷な環境から、シェルターは生命を維持するために必須であり、火災によってシェルターの多くが焼失してしまえば基地にいる全ての人の生命は危険に晒されることとなる。基地が隔離された場所にあるために外部からの救助が困難になる可能性があることも、事態をさらに悪くする。
その結果、南極の観測基地では建物を複数に分け、その建物どうしをかなり離して建設することにより、火事が発生しても全ての建物が焼失するような事態を防げるようにしてあることが多い。また、火災などの緊急事態に備えて基地の近くに建設されている食料などの保管庫は、大規模な火災であっても延焼しないようにするため、他の建物から十分に離れた場所に設置されている。もし基地が焼失した場合、救助隊が駆け付けるまでは基地にいる人が十分に食い繋げられるだけの備蓄品が用意されている。

## アメリカ合衆国基地の消防局

### 南極消防局

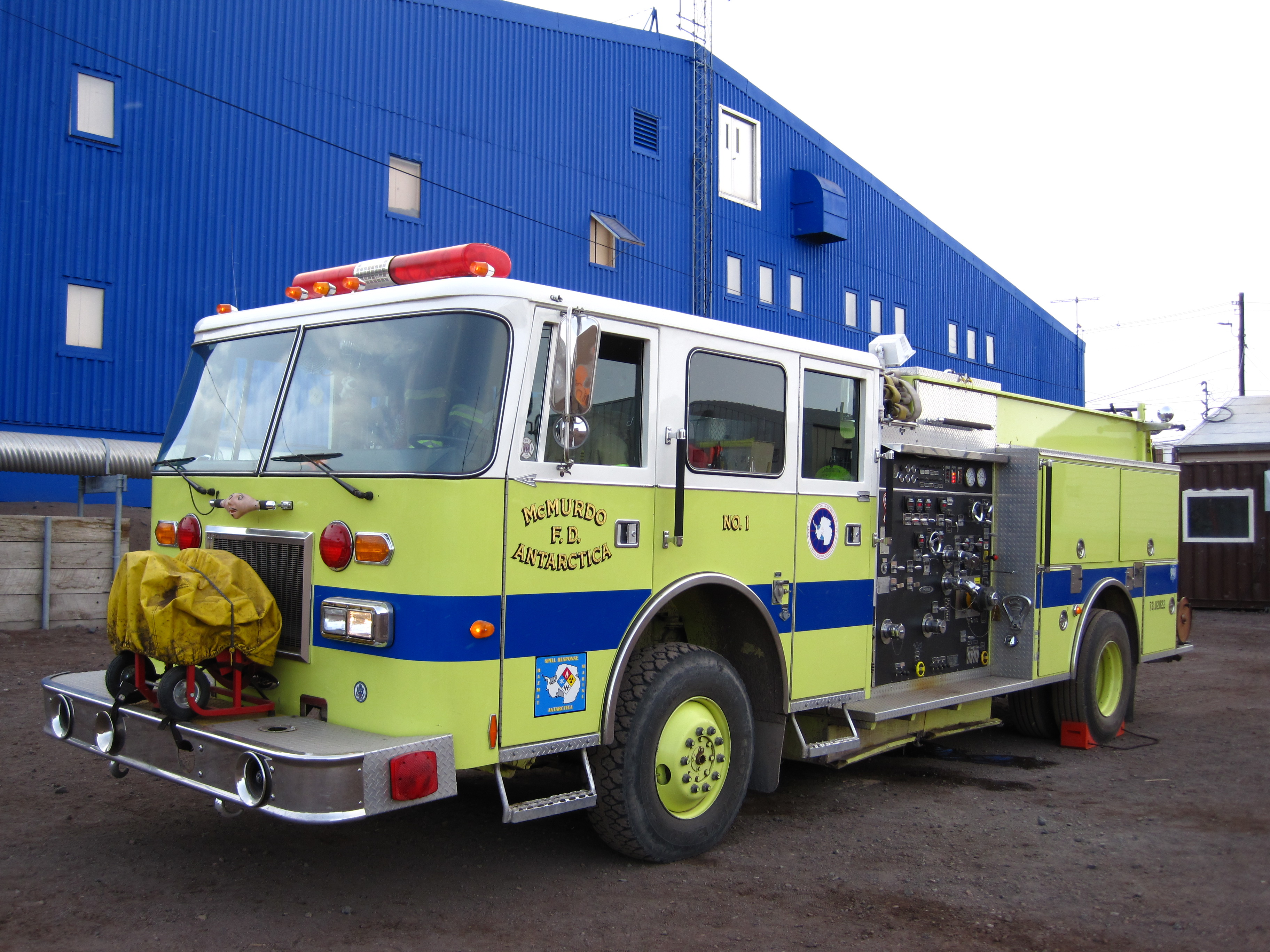
マクマード基地にある消防車

南極消防局はマクマード基地に本拠地を置いている。南極消防局は南極で唯一、通年にわたり職業消防士が常駐している消防局であり、南極で最大かつ、設備が最も整っている消防局でもある。
南極消防局はマクマード基地内の2か所に消防署を設置している。第1消防署はマクマード基地の中央部に位置し、第2消防署はマクマード基地の飛行場に設置されている。第1消防署にある設備としては消防車2台、給水車1台、救急車1台、救助用車両1台、自己完結型消防車両（SCAT）1台がある。第2消防署にある設備としては救急車1台、航空機救助・消防車両（ARFF）7台がある。ARFFは滑走路周辺の除雪されていない部分を走行するために装軌式となっている。第2消防署の消防設備はその時点での離着陸の状況に応じてそれぞれの滑走路に配置される。
基地の滞在者数が増える10月から2月までの夏季には、南極消防局の局員は約46人を数える。消防士はそのうち21人で、ほかに指令員、管理職、司令スタッフが含まれる。2月から8月までの冬季には、マクマード基地の滞在者が200人以下にまで減少するため、南極消防局の局員も12人にまで減らされる。
火災や火災警報のほか、南極消防局では救急通報や危険物の流出、異臭の調査、様々な補助、潜水中の緊急事態、その他必要となった業務（例えば、アザラシの群れやペンギンが滑走路にいた場合に、それらを滑走路から離す）も行っている。消防局の指令員は基地外での徒歩移動すべてと、悪天候時の基地外の車両移動すべてを監視している。

### 最南端消防局
最南端消防局はアムンゼン・スコット基地に所在している。極めて寒冷な気候のため、通常消火のために使われるのは水ではなく、乾燥した化学物質である。
南極点にあるアムンゼン・スコット基地での消防は、基地に滞在する隊員の有志から募って設立された消防団に長年にわたって頼ってきた。消防団員はわずか1週間の訓練を受けただけであった。しかし、21世紀に入ると（マクマード基地の2つの消防署に次ぐ）「第3消防署」として、南極消防局のプロの消防士6人がアムンゼン・スコット基地に夏季のみ配置されるようになった。
最南端消防局にある設備としては、ソリに載ったモジュール2基を引くトラクターがある。1基のモジュールにつき、乾いた化学物質を500ポンド (230 kg)と泡を600ポンド (270 kg)運べるようになっている。

## 他の消防局
他の南極の調査基地、例えばロシアのボストーク基地、ニュージーランドのスコット基地、イタリアのズッケーリ基地は、非正規雇用の消防団によって守られている。

## 南極における火災
記録に残っている最初の南極大陸での火災は、1898年から1900年にかけてイギリスが行ったサザンクロス遠征中に起きたものであり、ロウソクに点いた火が小屋に引火し、ほぼ全焼する事態となった。危うく探検隊にとって大惨事になるところであった。
ホープ湾沿岸にイギリスが設置していた基地は1948年に火災に遭い全焼した。基地には当時3人の職員がおり、そのうち2人は死亡し、助かった1人は救助隊が駆け付けるまでの16日間、テントでの孤独な生活を余儀なくされた。
1984年4月12日、アルゼンチンのブラウン基地の代表者が越冬から逃れるために基地に火を放ち、全焼させた。怪我人はいなかったが、基地に滞在していた人はアメリカ海軍の軍艦で避難することとなった。
2008年10月5日、ロシアのプログレス基地の建物が全焼する火災があり、1人が死亡し2人が重傷を負った。さらに、数日間にわたって外部との無線通信が途絶した。
2012年2月25日、ブラジルのコマンダンテ・フェラス基地でコマンダンテ・フェラス基地火災が発生した。この火災により、基地の大部分が焼失し、調査に使用するための材料や用具もほとんどが焼失した。2人が死亡し、1人が負傷した。
日本の基地においては、昭和基地などで以下の火災・爆発事故が発生している。
- 第1次越冬隊の1957年7月24日にストーブによる火災が発生し、オーロラ観測用のカブースが全焼した。
- 第24次隊の1983年7月28日に西オングル島の観測小屋で水素爆発が発生。小屋の屋根が吹き飛んだ。
- 第25次隊の1984年7月26日に作業工作棟がストーブによる火災で全焼。

基地以外では、宗教施設の雪の聖堂が1978年8月22日、1991年5月18日の二度にわたって焼失している。